# آسياب مير ناصر (أمجز)
آسیاب میر ناصر (بالفارسية: آسیاب میرناصر) هي قرية تقع في إيران في قسم أمجز الريفي. يقدر عدد سكانها بـ 0 نسمة بحسب إحصاء 2016.